# Șcerbani, raionul Poltava, regiunea Poltava
Șcerbani (în ucraineană Щербані) este localitatea de reședință a comunei Șcerbani din raionul Poltava, regiunea Poltava, Ucraina.

## Demografie
Componența lingvistică a localității Șcerbani
     Ucraineană (96,57%)
     Rusă (3,38%)
     Alte limbi (0,05%)
Conform recensământului din 2001, majoritatea populației localității Șcerbani era vorbitoare de ucraineană (96,57%), existând în minoritate și vorbitori de rusă (3,38%).